# Рыклин, Андрей Иосифович
Андре́й Ио́сифович Ры́клин (род. 28 апреля 1966, Москва) — российский актёр, режиссёр, каскадёр, театральный педагог. Наиболее известен, как постановщик пластики, боёв и фехтовальных поединков в театре и кино.

## Биография
Родился в Москве в семье актёра и режиссёра Иосифа Рыклина и актрисы Нины Верховых.
С детства мечтал быть лётчиком. Ходил в авиамодельный кружок, работал инструктором в планерной школе на Тушинском аэродроме. После окончания школы подал документы в Черниговское высшее военное авиационное училище лётчиков имени Ленинского Комсомола, но зачислен не был из-за того, что не состоял в рядах ВЛКСМ. Поступил в Липецкий авиационный центр ДОСААФ. По окончании обучения в Липецке и Вязьме получил звание младшего лейтенанта и свидетельство о присвоении лётной квалификации с пояснением «целесообразно дальнейшее использование в истребительной авиации». Во время учёбы выступал в самодеятельности. В годы Перестройки был уволен в запас.
На «гражданке» работал грузчиком, водителем на автокомбинате, электромонтажником на испытательных локомотивах. Поступил во втуз на инженера-испытателя, но через полтора года бросил. Занимался боксом.
В 1993 году с красным дипломом окончил Высшее театральное училище им. М. С. Щепкина при Малом театре (мастерская В. А. Сафронова). Педагогами по фехтованию у Рыклина были Николай Карпов и Владимир Пивоваров.
По окончании ВТУ был приглашён преподавателем фехтования на кафедру сценического движения. За годы работы в училище разработал новую программу подготовки артистов и вывел «щепкинскую» фехтовальную школу на лидирующие позиции в Москве. Как режиссёр-педагог поставил дипломные спектакли «Туше» (курс Н. Н. Афонина) и «На абордаж!» (совместно с Сергеем Чудаковым, курс В. А. Сафронова). Дипломный спектакль «Дуэль» по мотивам произведений У. Шекспира, Э. Ростана, А. Дюма вырос в 2002 году в антрепризный спектакль «Точка чести» («Point d’honneur»), который стал ярким событием в театральной жизни столицы, а А. Рыклин был номинирован на премию «Московские дебюты».
Преподавал сценическое движение и фехтование в Институте современного искусства (курс С. М. Брагарник) и в Московском филиале Ярославского театрального института (мастерская О. В. Матвеева). В настоящее время преподаёт фехтование в Академии русского театра.
С 1993 по 2001 год состоял в труппе Московского драматического театра им. Н. В. Гоголя. За роль Фрола Скобеева в одноимённом спектакле номинировался на «Премию Смоктуновского».
Много работал каскадёром в кино — сначала в командах Валерия Деркача и Дмитрия Тарасенко, затем руководителем собственных актёрско-каскадёрских групп.

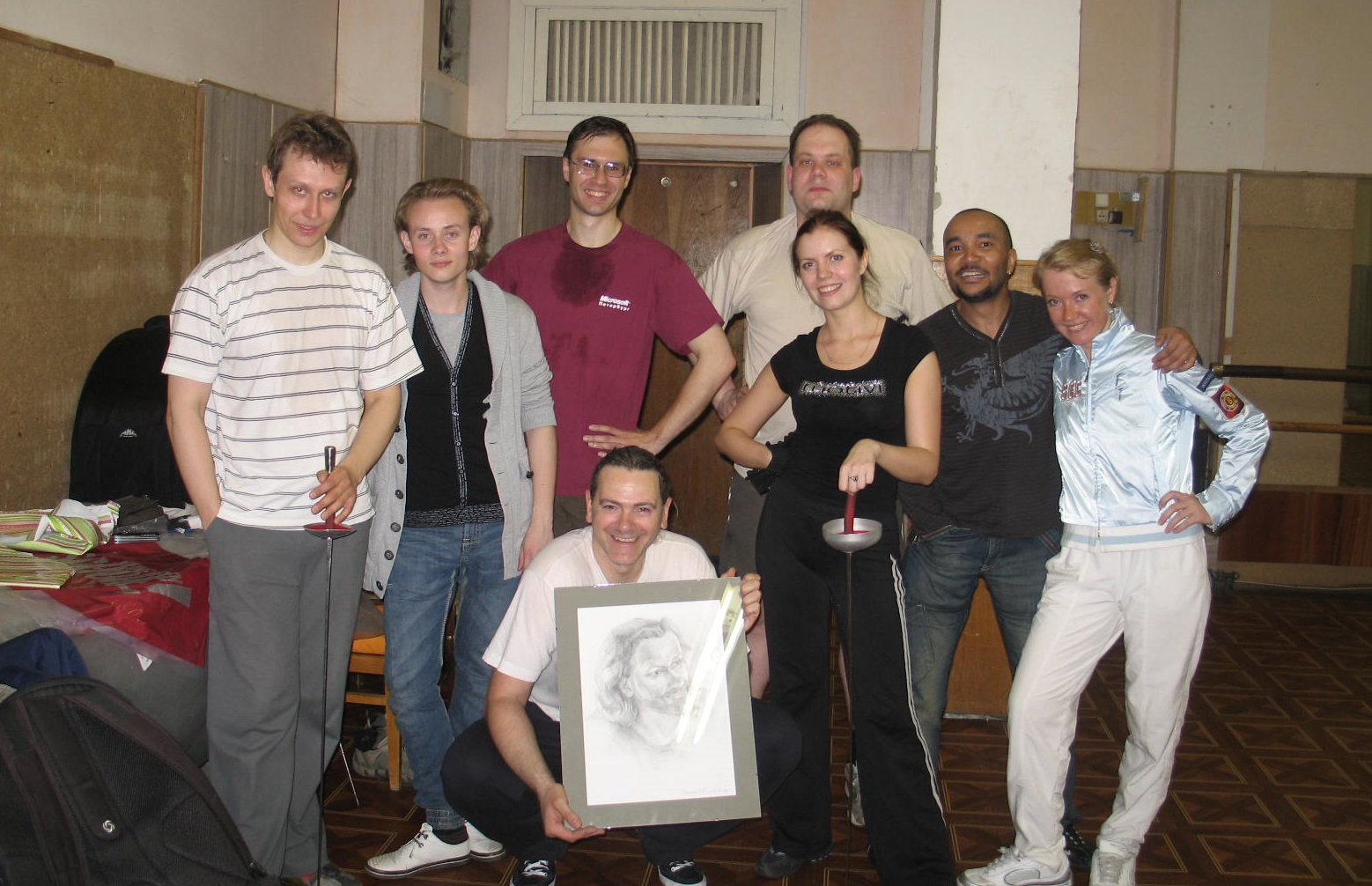
Андрей Рыклин с учениками (К. Парменов, Д. Заботин, Н. Голубев, А. Петрыкин, Ю. Шиферштейн, Г. Сиятвинда, Я. Аршавская) во Дворце на Яузе, 2012 г.

В 2004 г. с подачи тренера Елены Белкиной открыл Школу арт-фехтования «Туше» («Touché») — первую открытую школу сценического фехтования в России.
25 апреля 2013 г. в РАМТе состоялась премьера спектакля «Мушкетёры» (по роману А. Дюма), где А. Рыклин выступил в качестве автора сценария, режиссёра и постановщика поединков. Роль Миледи в спектакле играет жена Андрея — Евгения Белобородова. 2 декабря 2013 г. «Мушкетёры» были отмечены ежегодной премией зрительских симпатий «Звезда Театрала» в номинации «Лучший спектакль для детей и юношества».
Активно работает в РАМТе. В 2015 г. в качестве режиссёра по пластике принял участие в постановке оперы «Кармен» в Большом театре (реж. А. Бородин).
C 2015 г. возглавляет жюри Международного фестиваля сценического фехтования «Серебряная шпага».
Женат на актрисе РАМТа Евгении Белобородовой. Двое детей.

## Творчество

### Собственные спектакли
- «Туше» (дипломный спектакль в ВТУ им. М. С. Щепкина)
- «На абордаж!» (совместно с Сергеем Чудаковым, дипломный спектакль ВТУ им. М. С. Щепкина)
- «Танго с женщиной во фраке» (совместно с Валентиной Устиновой)
- 2002 — «Точка чести» («Point d’honneur»)
- 2013 — «Мушкетёры», РАМТ (премьера состоялась 25 апреля 2013 г.)[3].
- 2021 — «Фанфан-Тюльпан», Саратовский областной театр оперетты
- 2024 — «Сердце Запада» (по рассказам О. Генри), РАМТ

### Избранные роли втеатре им. Н. В. Гоголя
- «Я люблю Вас, Констанс!» — Роже Тонкред де Ангелем
- «Татьяна Репина» — Сабинин
- «Бенефис по-итальянски» — Кирк
- «Комедия о Фроле Скобееве» — Фрол Скобеев
- «Мышьяк и старинные кружева» — Мартимер
- «История солдата»
- «Чайка»
- «Охота на женщин»

### Постановка сценических боев, трюков и пластики в театре
- «А зори здесь тихие…», РАМТ, 2005
- «Инь и Ян. Белая версия», РАМТ, 2005
- «Инь и Ян. Чёрная версия», РАМТ, 2005
- «Лоренцаччо», РАМТ, 2001
- «Эраст Фандорин», РАМТ, 2002
- «Зима», РАМТ, 2006
- «Берег утопии», РАМТ, 2007
- «Красное и черное», РАМТ, 2008
- «Алые паруса», РАМТ, 2010
- «Дон Кихот», РАМТ, 2011
- «Нюрнберг», РАМТ, 2014
- «Дурочка» («Умная для себя, глупая для других»), МХАТ им. М. Горького
- «Зверь Машка», Театр им. Н. В. Гоголя
- «Любовный напиток», Театр Комедии
- «Моя прекрасная леди!», Театр на Басманной
- «Загнанных лошадей пристреливают, не так ли?», Независимый театральный проект
- «Плутни Скапена», Театр на Малой Бронной
- «Top Dogs, или Новые игры взрослых», Московский новый драматический театр
- «Обыкновенное чудо» (мюзикл), Театральный центр на Дубровке, 2010
- «Подходцев и двое других», РАМТ, 2015
- «Кармен», Большой театр, 2015
- «Душа моя Павел», РАМТ, 2022

### Работы в кино
- 1991 — «Гардемарины III» — исполнитель трюков
- 1994 — «Похороны крыс» — исполнитель трюков
- 1994 — «300 лет спустя»
- 1995 — «Королева Марго» — эпизод
- 1998 — «Графиня де Монсоро» — эпизод
- 1998 — «Сибирский цирюльник» — исполнитель трюков
- 2006 — «Сатисфакция» — постановщик поединков, дублёр в фехтовальных сценах.
- 2006 — «Александровский сад» (реж. О. Рясков) — роль униформиста
- 2007 — «Слуга государев» (реж. О. Рясков) — второй режиссёр, постановщик поединков, роль А. Меншикова, дублёр В. Маликова в фехтовальных сценах.
- 2008 — «Приключения Алисы Селезнёвой. Пленники трёх планет» (заморожен, реж. О. Рясков) — Рай
- 2010 — «Записки экспедитора Тайной канцелярии 1 сезон» (реж. О. Рясков) — постановщик поединков, роль А. Меншикова.
- 2010 — «Записки экспедитора Тайной канцелярии 2 сезон» (реж. О. Рясков) — постановщик поединков, роли А. Меншикова и Бена Андерсена.
- 2012 — «Король Мадагаскара» (заморожен, реж. О. Рясков) — Александр Меншиков
- 2016 — «Анна-детективъ» — Виктор Иванович Миронов, отец Анны
- 2019 — «Адвокатъ Ардашевъ: Маскарад со смертью» — Вениамин Доршт
- 2020 — «Анна-детективъ 2» — Виктор Иванович Миронов, отец Анны
- 2020 — «Смерть в объективе» — Виктор Сотников
- 2022 — «Анатомия убийства» (5 сезон) — Сычев
- 2022–2024 — «Некрасивая подружка» (сезоны 13, 14, 15, 16, 19, 21, 23) — Георгий Иванович Хильков, психиатр